# きれいな涙 スピリット
『きれいな涙 スピリット』（原題: Spirit: Stallion of the Cimarron）は2002年のアニメーション映画である。アメリカ合衆国・ドリームワークス作品。
この映画は、「アニメ作品なのに、主人公の馬が人間の言葉を話さない」ということで公開時に大きな反響を得た。

## あらすじ
西部開拓時代前のシマロンの大地で野生馬の群れに生まれた純血のマスタングであるスピリットは母エスペランサの愛情に育まれ、大自然の中ですくすく成長した。大人の牡馬になったスピリットは、群れを率いる頼もしいリーダーとなっていた。
しかし、彼は生まれて初めて人間に遭遇する。彼らは野生馬を捕らえ、シマロンの地を荒らしているカウボーイたちであった。スピリットは彼らを軽々と振り切るものの、群れの仲間が捕らわれそうになってしまい、スピリットは自分を身代わりに仲間を逃がし、人間に連れ去られることとなった。連れ去られるスピリットの姿を見つめるエスペランサの叫びが大地に悲しく響き渡った。
騎兵隊に売り飛ばされたスピリットであったが、人間たちの調教に決して屈しようとはしなかった。生まれてから誰も背中に乗せたことのない彼は、跨ろうとする騎兵隊員を次々と振り落とした。
罰として水も食べ物も与えられないスピリットは、暗澹とした日々を送っていたが、やがて騎兵隊とは違う顔をした若者、先住民であるラコタ族のリトル・クリークが連行されてくるのであった。
クリークはスピリットに対する扱いも違った。当初は人間を馬鹿にしていたスピリットも、心を通わせるようになっていた。やがてふたりは脱出を企てる。鳴り響く銃弾をくぐり抜け、たどり着いた先はクリークの故郷であるラコタ族の村であった。
村ではクリークの愛馬である美しい牝馬レインと出会い、恋に落ちた。しかし故郷もかけがえのないものであったスピリットはレインを故郷へ誘うが、クリークを信頼しているレインは首を横に振るばかりだった。その時、村に銃声が響き渡った。

## キャスト
| 役名             | 俳優                     | 日本語吹替 |
| ---------------- | ------------------------ | ---------- |
| スピリット       | マット・デイモン         | 中村俊介   |
| 大佐             | ジェームズ・クロムウェル | 大塚明夫   |
| リトル・クリーク | ダニエル・スタディ       | 鈴村健一   |
| アダムス軍曹     | チョッパー・バーネット   | 水内清光   |
| マーフィー       | ジェフ・ルボー           | 北川勝博   |

その他声の出演：川本克彦／中田雅之／岸祐二／竹若拓磨／谷昌樹／阪口周平／小形満／坪井智浩／高森奈緒

## タイトル
タイトルには2つある。
劇場公開時からDVD発売時までのタイトルは、『きれいな涙 スピリット』であったが、DVD発売から8年後に「『森のリトル・ギャング』公開記念キャンペーン」でDVD価格を一時的に3990円から1880円にしたときに、『スピリット: スタリオン・オブ・ザ・シマロン』に改名した。しかしDVDのディスク自体は変えておらず、パッケージには、『スピリット: スタリオン・オブ・ザ・シマロン』と表記されているが、DVDのメニュー画面の右上には『きれいな涙 スピリット』と表記されている。
なお、アメリカでは特にこういったことはなく、公開時からずっと『Spirit: Stallion of the Cimarron』である。